# Faber Cañaveral
Faber Cañaveral (Cali, Valle del Cauca, Colombia; 31 de agosto de 1988) es un futbolista colombiano que juega de volante mixto.

## Clubes
| Club                  | País     | Año         |
| --------------------- | -------- | ----------- |
| Córdoba F. C.         | Colombia | 2007 - 2008 |
| Atlético de la Sabana | Colombia | 2009 - 2010 |
| Deportivo Cali        | Colombia | 2011        |
| Millonarios           | Colombia | 2012        |
| América de Cali       | Colombia | 2013        |
| Uniautónoma           | Colombia | 2014        |
| Envigado F. C.        | Colombia | 2015        |
| Atlético Bucaramanga  | Colombia | 2016        |
| Junior                | Colombia | 2016 - 2017 |
| Once Caldas           | Colombia | 2017 - 2018 |
| Correcaminos UAT      | México   | 2018 - 2019 |